# Iraklis Soluň
Iraklis Soluň (řecky Π.Α.Ε. Ηρακλής 1908) je řecký fotbalový klub ze Soluně, který působí ve druhé řecké lize. Klub byl založen v roce 1908 a svoje domácí utkání hraje na stadionu Kaftanzoglio s kapacitou 27 770 diváků.